# Adán Godoy Jiménez
Adán Godoy Jiménez (Coronel Oviedo, 11 de septiembre de 1923-São Paulo, 5 de mayo de 2017) fue un médico y político paraguayo que se desempeñó como ministro de Salud durante la dictadura de Alfredo Stroessner. Fue una de las figuras más influyentes del régimen autoritario, integrando el denominado Cuatrinomio de Oro, grupo cercano al dictador Alfredo Stroessner que concentró el poder político entre las décadas de 1960 y 1980.

## Biografía
Nació en Coronel Oviedo, el 11 de septiembre de 1923, siendo hijo de José María Alfonso Godoy y Oliva Jiménez. Estudió medicina en la Universidad Nacional de Asunción (UNA) y realizó estudios de posgrado en obstetricia y ginecología en España y Francia. Cursó administración y dirección nacional de hospitales en la Escuela de Administración Hospitalaria. Tuvo un hijo de nombre José.
Durante la década de 1940 se desempeñó como locutor en Radio Nacional y más tarde ocupó el cargo de locutor de primera en la sección Radiodifusión de la Oficina de Informaciones de la Presidencia de la República, en reemplazo de Simón Nicolás Casola.
El 31 de mayo de 1947, mediante el decreto n.º 20.171, fue ascendido al grado de subteniente de reserva del Ejército Paraguayo, aún siendo estudiante de medicina.
En la década de 1960 completó altos estudios en defensa y seguridad nacional, egresando de la primera promoción del Colegio Nacional de Guerra (hoy denominado Instituto de Altos Estudios Estratégicos [IAEE]).
Antes de su inmersión directa en la política, fue director de la Policlínica Policial,  y director general de Publicidad, Propaganda, Biblioteca y Archivo del Ministerio de Economía, aunque renunció a este último cargo pocos meses después. Fue también jefe de clínica en la cátedra de ginecología de la Facultad de Medicina de la Universidad Nacional de Asunción, y ocupó distintos cargos académicos y gremiales. Fundador de la Asociación Médica Paraguaya, la presidió y fue miembro titular de varias sociedades científicas y médicas.
A nivel político, fue miembro de la Junta de Gobierno del Partido Colorado y una figura influyente dentro de la dictadura de Alfredo Stroessner. Integró el llamado Cuatrinomio de Oro, junto con Sabino Augusto Montanaro, José Eugenio Jacquet y Mario Abdo Benítez, quienes gozaban de influencia directa sobre el Poder Ejecutivo durante la dictadura.

## Ministro de Salud
Adán Godoy Jiménez fue nombrado ministro de Salud mediante el Decreto N.º 6.935, con fecha del 20 de agosto de 1969, permaneciendo en dicho cargo hasta la disolución del régimen autoritario encabezado por Stroessner en 1989.
Durante su administración al frente de la cartera sanitaria, se promovieron iniciativas estatales orientadas a la expansión de la infraestructura hospitalaria y a la ejecución de campañas de salud pública. No obstante, su gestión fue objeto de severos cuestionamientos por presuntas prácticas de corrupción estructural. Godoy habría usufructuado ilícitamente haberes correspondientes a aproximadamente ochocientas nóminas de agentes públicos inexistentes, comúnmente denominados «funcionarios fantasmas». Asimismo, se le atribuía un modus operandi consistente en la realización de actos inaugurales de establecimientos hospitalarios equipados con tecnología e instrumental médico de carácter transitorio, instalados exclusivamente para fines ceremoniales y desmontados con posterioridad a los eventos, procedimiento informalmente conocido como «quita y pone».

## Procesamiento judicial
Tras la caída del régimen stronista, Godoy fue detenido y procesado por presunto enriquecimiento ilícito y malversación de fondos públicos relacionados con construcciones hospitalarias inexistentes. Fue condenado y cumplió aproximadamente cinco años de reclusión. A diferencia de otros altos funcionarios del régimen, no fue imputado por delitos de lesa humanidad.

## Fallecimiento
En 2009, Godoy sufrió un accidente cerebrovascular que comprometió su estado de salud durante un tiempo prolongado.
Falleció el 5 de mayo de 2017 en la ciudad de São Paulo, Brasil, a los 93 años. Su deceso fue sorpresivo, incluso para sus familiares, dado que, aparentemente, Godoy Jiménez no presentaba ningún malestar. Según declaraciones de su hijo, José Godoy, el exministro se encontraba en buen estado general y había viajado únicamente para someterse a controles médicos de rutina.